# Roda de Berà
Roda de Berà (em catalão e oficialmente) ou Roda de Bará (em castelhano) é um município da Espanha na comarca de Tarragonès, província de Tarragona, comunidade autónoma da Catalunha. Tem 16,5 km² de área e em 2021 tinha 7 127 habitantes (densidade: 431,9 hab./km²).